# Maria de França, Duquesa de Brabante
Maria de França (c. 1198 - 15 de agosto de 1238) foi uma princesa de França por nascimento. Ela foi marquesa de Namur pelo seu primeiro casamento com Filipe I de Namur, e duquesa de Brabante pelo seu segundo casamento com Henrique I de Brabante.

## Família
Maria foi a filha primogênita do rei Filipe II de França e de sua segunda esposa, Inês de Merânia. 
Os seus avós paternos foram Luís VII de França e Adélia de Champanhe. Os seus avós maternos foram Bertoldo IV de Merânia e Inês de Rochlitz.
Ela teve um irmão mais novo: Filipe Hurupel, casado com Matilde II, Condessa de Bolonha.

## Biografia
No ano de 1200, a princesa Maria ficou noiva do príncipe Alexandre da Escócia, o futuro rei Alexandre II, filho de Guilherme I da Escócia e de Ermengarda de Beaumont. Os noivos tinham apenas dois anos na época. O casamento não ocorreu, contudo, tendo sido o noivado rompido em 1202.
Em seguida, ela ficou noiva de Artur I, Duque da Bretanha, sobrinho do rei João de Inglaterra, que era o herdeiro do tio, Ricardo I. O pai de Maria reconheceu o direito de Artur a muitas terras na França, porém, reconheceu João como o rei legítimo da Inglaterra. Eles noivaram em abril de 1202, mas Artur acabou desaparecendo e possivelmente foi morto pelo tio João.
Por fim, foi assinado o contrato de casamento entre Maria e Filipe de Namur em agosto de 1206. Ele era filho de Balduíno V de Hainaut e da condessa Margarida I da Flandres. Eles se casaram em agosto de 1210, como uma jogada diplomática do rei Filipe II para ganhar terras em Hainaut e Flandres. Porém, o casamento não resultou em filhos, e Filipe faleceu em 15 de outubro de 1212.
A princesa se casou mais uma vez, em 22 de abril de 1213, em Soissons, com o duque Henrique de Brabante, filho de Godofredo III de Lovaina e de Lutegarda de Sulzbach. Antes de Maria, ele tinha sido casado com Matilde de Bolonha, que morreu em 1210, com quem teve sete filhos.
Maria e Henrique tiveram duas filhas. Henrique faleceu em 5 de setembro de 1235.
Maria faleceu em 15 de agosto de 1238, com cerca de 40 anos, e foi enterrada na Abadia de Affligem. Apesar de existir uma Maria enterrada na Igreja de São Pedro, em Lovaina, esta é Maria, consorte de Otão IV do Sacro Império Romano-Germânico, que era a primeira filha do duque Henrique com Matilde de Bolonha, e não a sua segunda esposa.

## Descendência
- Isabel (c. 1213 – 23 de outubro de 1273)[6] foi casada com o conde Teodorico de Cleves, Senhor de Dinslaken, com queem teve duas filhas. Após a morte do primeiro marido, se casou com o conde Gerardo IV de Wassenberg, Senhor de Sprimont, como sua segunda esposa, e teve mais dois filhos;
- Maria, que morreu jovem.